# Мустафа Фузер Нави
Мустафа́ Фузе́р На́ви (малайск.  Mustafa Fuzer bin Nawi; р. 1960, Ипо) – руководитель  Национального симфонического оркестра Малайзии.

## Краткая биография
Учился игре на скрипке у Абдула Фатаха Карима, затем в 1986 – 1991 гг. в  Ганноверской Высшей школе музыки и театра (класс профессора Оскара Ятко). По возвращении в Малайзию 1993-1997 гг. был концертмейстером в Национальном симфоническом оркестре. Принимал участие в создании камерного оркестра (Camerata) и струнного квартета «Суриа». В 1996 г. играл в  Кёльнском камерном оркестре под управлением  Гельмута Мюллер-Брюля, участвовал вместе с ним в турне по городам Германии и Франции. В 1997-1998 гг. по гранту министерства культуры и туризма Малайзии учился по профилю хорового и оркестрового дирижирования в Conservatorium Hogelschool  (Энсхеде, Нидерланды). В 1999 г. назначен  руководителем и дирижером Национального симфонического оркестра Малайзии. В 2000-2004 гг. был дирижером и музыкальным руководителем ежегодного Международного фестиваля пианистов, который проводил Дворец культуры в сотрудничестве с Фондом Искусства . В 2003 г. впервые в стране поставил оперу (Пуччини «Тоска»), а в 2004 г. - оперетту («Веселая вдова» Легара). Выезжал на гастроли с оркестром в Сингапур, Японию и Боснию. В 2010-2018 гг. возглавлял национальную программу подготовки молодых музыкантов (Permata Seni Muzik).
Проводит мастер-классы в колледжах и университетах страны.

## Награды
- Орден Ahli Mangku Negara (2008)
- Орден Panglima Mangku Wilayah и звание «Датук» (2018)